# Tragopogon ruthenicus
Tragopogon ruthenicus là một loài thực vật có hoa trong họ Cúc. Loài này được Besser ex Krasch. & S.A.Nikitin miêu tả khoa học đầu tiên năm 1930.